# ITF Cuneo
Das ITF Cuneo (offiziell: International Country Cuneo) war ein Tennisturnier der ITF Women’s World Tennis Tour des ITF Women’s Circuit, das in Cuneo, auf Sandplatz ausgetragen wurde.

## Siegerliste

### Einzel
| Jahr                                      | Siegerin                 | Finalgegnerin              | Ergebnis       |
| ----------------------------------------- | ------------------------ | -------------------------- | -------------- |
| ↓ Kategorie: $10.000 ↓                    |                          |                            |                |
| 1999                                      | Roberta Vinci            | Stefanie Haidner           | 6:1, 6:2       |
| 2000                                      | Mara Santangelo          | Edith Nunes-Bersot         | 6:2, 3:6, 6:3  |
| 2001                                      | Jasmine Angeli           | Julia Schruff              | 6:3, 7:67      |
| 2002                                      | Jewhenija Sawranska      | Vittoria Maglio            | 6:1, 6:3       |
| ↓ Kategorie: $50.000 ↓                    |                          |                            |                |
| 2003                                      | Tathiana Garbin          | Ljubomira Batschewa        | 6:3, 6:1       |
| 2004                                      | Flavia Pennetta          | Alice Canepa               | 6:4, 6:1       |
| 2005                                      | Laura Pous Tió           | Conchita Martínez Granados | 6:3, 6:2       |
| 2006                                      | Galina Woskobojewa       | Alice Canepa               | 6:1, 6:2       |
| 2007                                      | María Emilia Salerni     | Sara Errani                | 3:6, 6:1, 7:66 |
| ↓ Kategorie: $100.000 ↓                   |                          |                            |                |
| 2008                                      | Tathiana Garbin          | Sorana Cîrstea             | 6:3, 6:1       |
| 2009                                      | Polona Hercog            | Varvara Lepchenko          | 6:1, 6:2       |
| 2010                                      | Romina Oprandi           | Pauline Parmentier         | 6:0, 6:2       |
| 2011                                      | Anna Tatischwili         | Arantxa Rus                | 6:4, 6:3       |
| von 2012 bis 2016 fand kein Turnier statt |                          |                            |                |
| ↓ Kategorie: $15.000 ↓                    |                          |                            |                |
| 2017                                      | Martina Colmegna         | Federica Di Sarra          | 6:72, 6:3, 6:3 |
| 2018                                      | Paula Cristina Gonçalves | Bianca Turati              | 6:4, 6:2       |

### Doppel
| Jahr                                      | Siegerinnen                               | Finalgegnerinnen                              | Ergebnis         |
| ----------------------------------------- | ----------------------------------------- | --------------------------------------------- | ---------------- |
| ↓ Kategorie: $10.000 ↓                    |                                           |                                               |                  |
| 1999                                      | Sabina Da Ponte Roberta Vinci             | Cristina Coletto Emanuela Falleti             | 6:2, 6:0         |
| 2000                                      | Maria Elena Camerin Maria Santangelo      | Silvia Disderi Anna Floris                    | 7:5, 6:2         |
| 2001                                      | Andra Masaryková Julia Schruff            | Jasmine Angeli Monica Scartoni                | 6:2, 7:64        |
| 2002                                      | Karla Mraz Aurélie Védy                   | Stefania Chieppa Jewhenija Sawranska          | 2:6, 6:3, 6:2    |
| ↓ Kategorie: $50.000 ↓                    |                                           |                                               |                  |
| 2003                                      | Mervana Jugić-Salkić Darija Jurak         | Ljubomira Batschewa Stefanie Haidner          | 6:1, 6:2         |
| 2004                                      | Edina Gallovits Zsófia Gubacsi            | Eva Hrdinová Sandra Záhlavová                 | 7:5, 6:3         |
| 2005                                      | Marija Korytzewa Galina Woskobojewa       | Sara Errani Giulia Gabba                      | 6:3, 7:5         |
| 2006                                      | Sara Errani Karin Knapp                   | Giulia Gatto-Monticone Darja Kustawa          | 6:3, 7:65        |
| 2007                                      | Darja Kustawa Jekaterina Makarowa         | Julija Bejhelsymer Margalita Tschachnaschwili | 6:2, 2:6, 6:2    |
| ↓ Kategorie: $100.000 ↓                   |                                           |                                               |                  |
| 2008                                      | Maret Ani Renata Voráčová                 | Olha Sawtschuk Marina Schamaiko               | 6:1, 6:2         |
| 2009                                      | Oqgul Omonmurodova Darja Kustawa          | Petra Cetkovská Mathilde Johansson            | 5:7, 6:1, [10:7] |
| 2010                                      | Eva Birnerová Lucie Hradecká              | Sorana Cîrstea Andreja Klepač                 | 3:6, 6:4, [10:8] |
| 2011                                      | Mandy Minella Stefanie Vögele             | Eva Birnerová Wesna Dolonz                    | 6:3, 6:2         |
| von 2012 bis 2016 fand kein Turnier statt |                                           |                                               |                  |
| ↓ Kategorie: $15.000 ↓                    |                                           |                                               |                  |
| 2017                                      | Federica Di Sarra Anastasia Grymalska     | Melina Ferrero Sofía Luini                    | 6:0, 6:1         |
| 2018                                      | Isabella Tcherkes Zade Aurora Zantedeschi | Jessica Bertoldo Carlotta Ripa                | 6:3, 6:1         |